# ロイ・バーナーディ
ロイ・アルバート・バーナーディ（Roy Albert Bernardi、1942年10月14日 - ）は、アメリカ合衆国住宅都市開発副長官を務めた人物である。2004年6月24日にジョージ・W・ブッシュ大統領によって指名され、2004年11月21日にアメリカ合衆国上院によって承認された。
バーナーディはかつてアメリカ合衆国住宅都市開発省で地域社会計画担当次官補として奉職し、アルフォンソ・ジャクソン前住宅都市開発長官が辞任した後の2008年4月19日にアメリカ合衆国住宅都市開発長官代理に任命された。彼は次期アメリカ合衆国住宅都市開発長官候補のスティーヴン・クライド・プレストンが6月4日に承認されるまで同職に留まった。
1993年にバーナーディはアメリカのニューヨーク州シラキュースの51代目市長に選出され、1994年1月3日から2001年7月10日まで務めた。バーナーディはかつてシラキュース市の監査役を5期務めており、またシラキュース大学の卒業生であった。